# هايدة (هولشتاين)
هايدة (اشلسويغ هولشتاين) (بالألمانية: Heide) هي بلدة و بلدة ألمانية تقع في ألمانيا في Kreis Dithmarschen.  يقدر عدد سكانها بـ 20,660 نسمة .

## توأمة
لهايدة (هولشتاين) اتفاقيات توأمة مع:
- آنكلام

## معرض صور

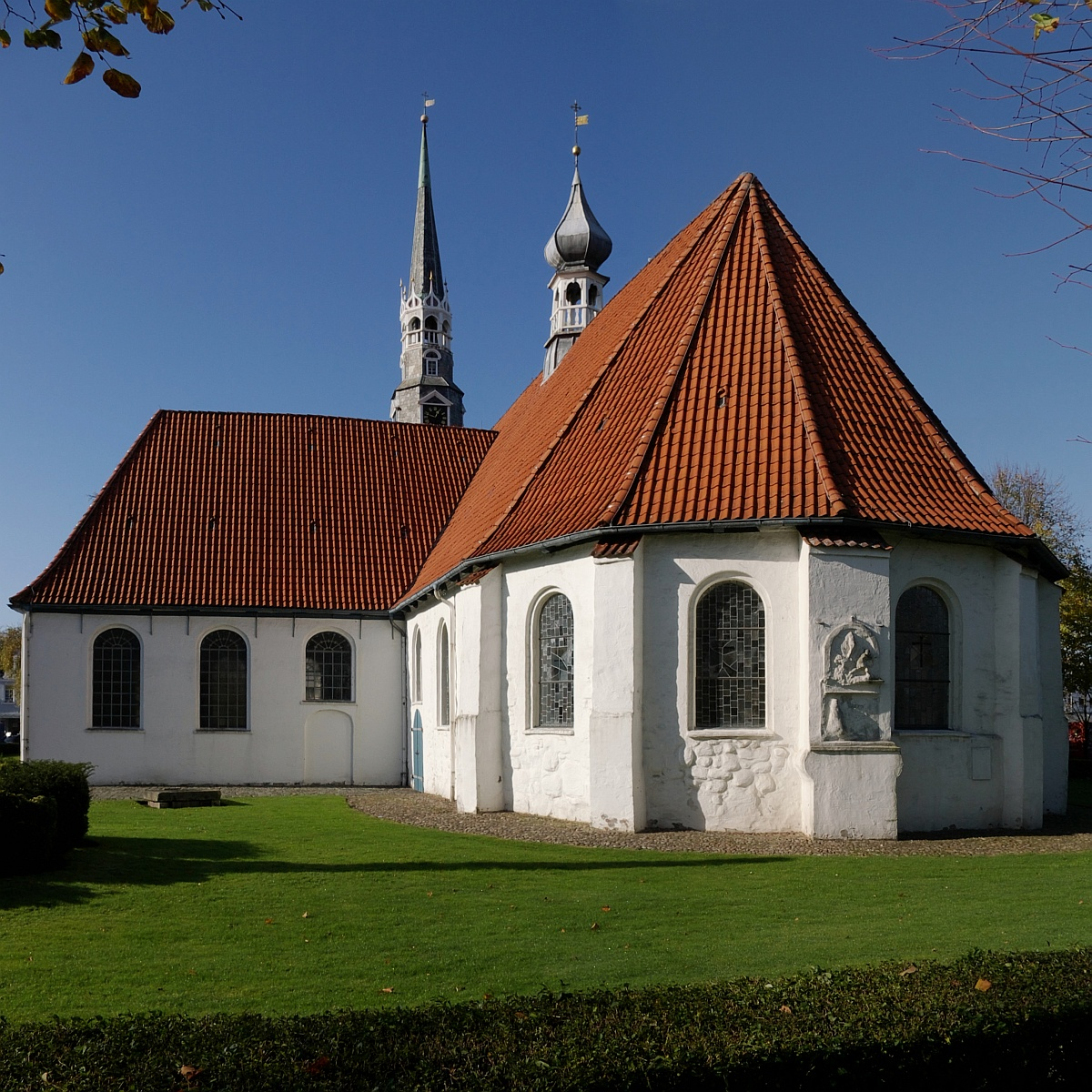
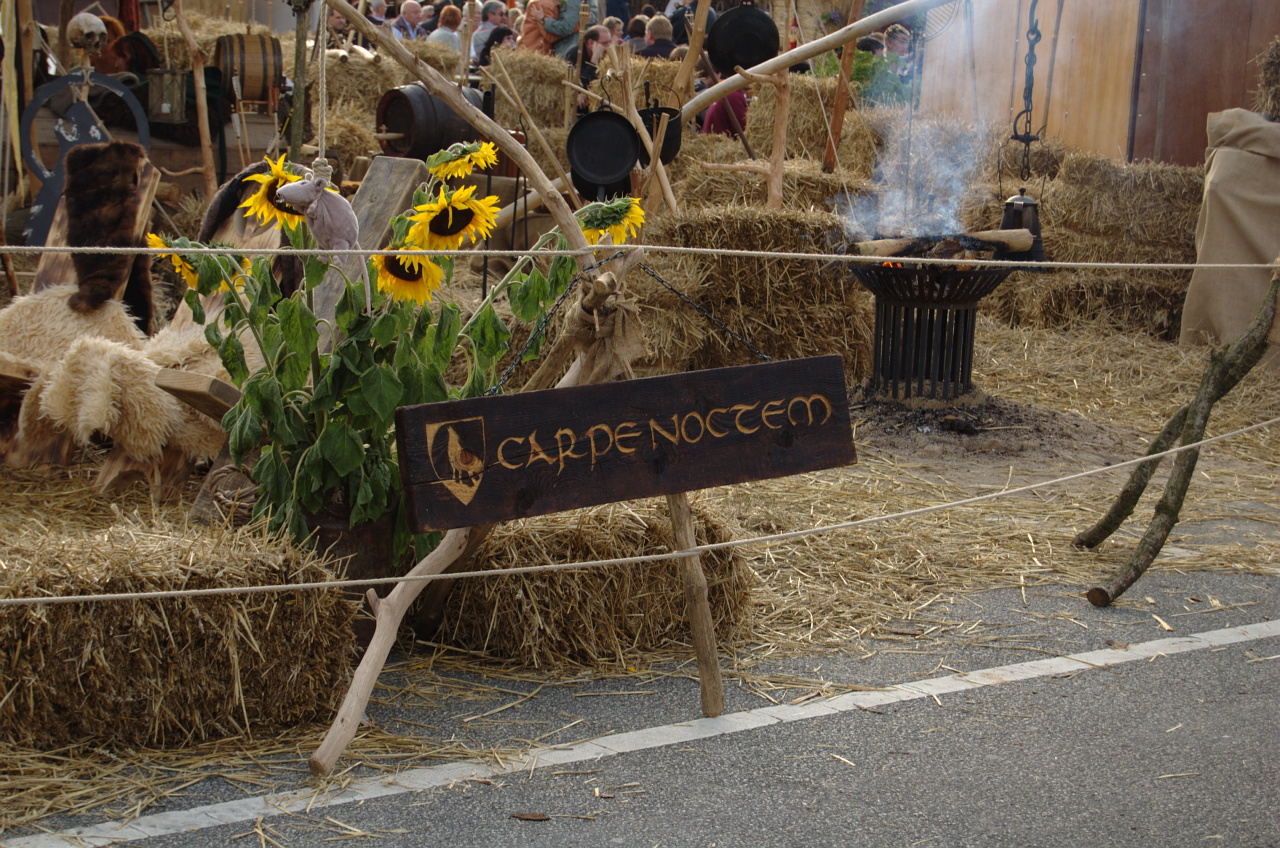
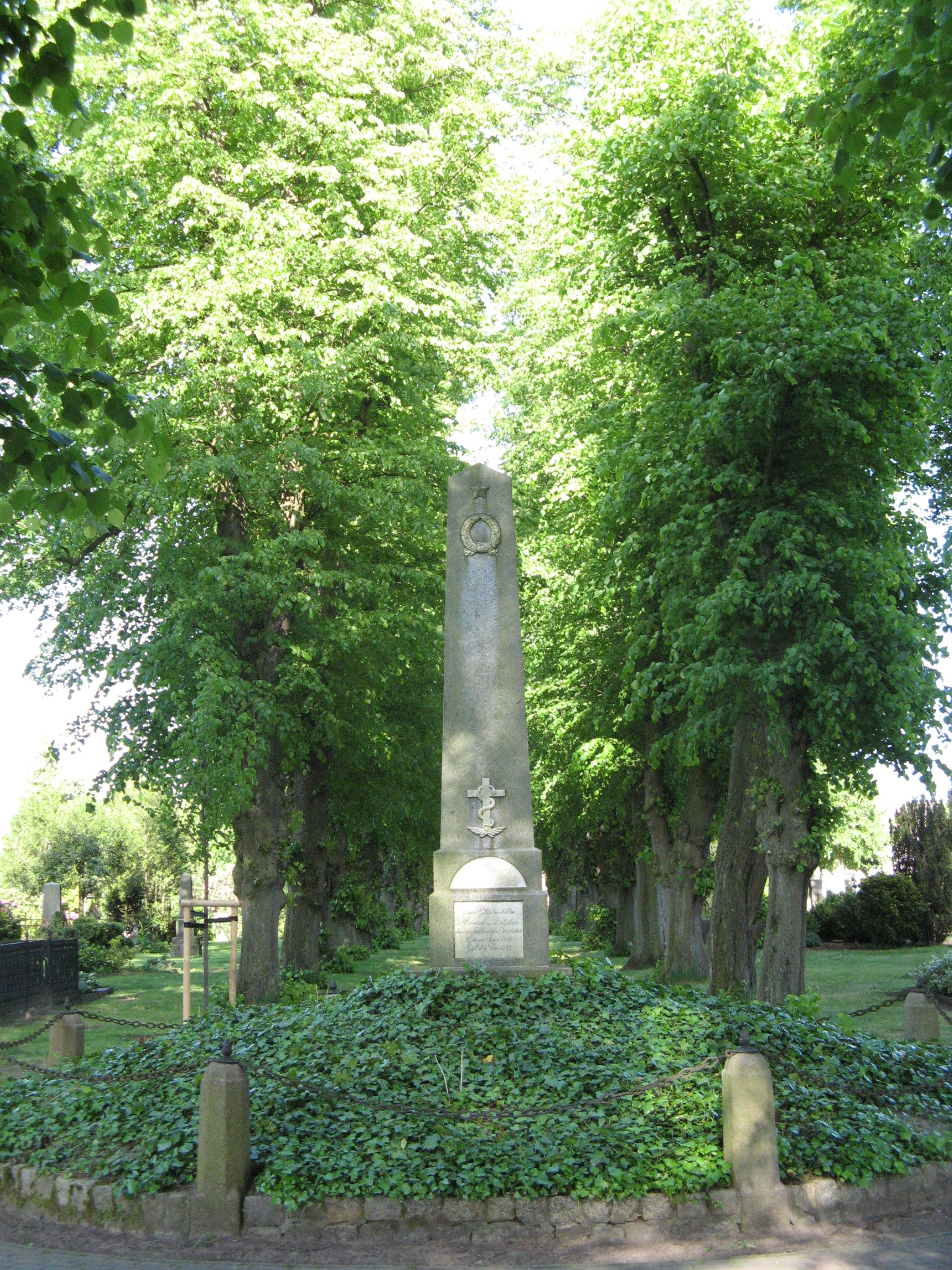
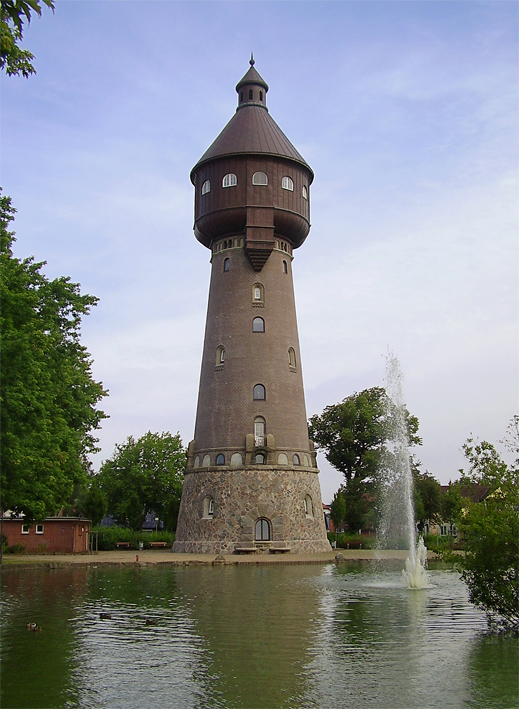

## أعلام
- كلاوس غروث
- كلاوس فلوريان فوجت
- رودولف ديركس
- سارة كيرش